# Trichocerca myersi
Trichocerca myersi är en hjuldjursart som först beskrevs av Hauer 1931.  Trichocerca myersi ingår i släktet Trichocerca och familjen Trichocercidae. Arten är reproducerande i Sverige. Inga underarter finns listade i Catalogue of Life.